# Samtgemeinde Am Dobrock
La Samtgemeinde Am Dobrock est une Samtgemeinde, c'est-à-dire une forme d'intercommunalité de Basse-Saxe, de l'arrondissement de Cuxhaven, au nord de l'Allemagne. Elle regroupe sept municipalités.

## Municipalités
1. Belum (803)
2. Bülkau (856)
3. Cadenberge * (3 328)
4. Geversdorf (709)
5. Neuhaus (Oste), Flecken (1 150)
6. Oberndorf (1 404)
7. Wingst (3 397)

## Source de la traduction
- (de) Cet article est partiellement ou en totalité issu de l’article de Wikipédia en allemand intitulé « Samtgemeinde Am Dobrock » (voir la liste des auteurs).